# Live from Las Vegas (album Deana Martina)
Live from Las Vegas – album koncertowy piosenkarza Deana Martina zawierający ścieżkę dźwiękową z koncertu, który odbył się 4 kwietnia 1967 w Sands Hotel w Las Vegas. Został wydany po śmierci Martina w 2005 roku przez Capitol Records. 

## Utwory
| 1.  | Fanfare With Intro & Opening Theme (Everybody Loves Somebody) | 0:46  |
| 2.  | Drink To Me Only With Thine Eyes / Pennies From Heaven (Bourbon) / Hello, Dolly (Vegas)!                                                                                  | 3:16  |
| 3.  | Monologue | 7:13  |
| 4.  | June In January | 2:52  |
| 5.  | Everybody Loves Somebody | 3:21  |
| 6.  | Baby Face | 1:46  |
| 7.  | That's Amore | 2:26  |
| 8.  | Everybody Loves Somebody Instrumental Run-Off / Monologue | 10:09 |
| 9.  | Try A Little Tenderness / Love Walked In / Celia / Me And My Gal / Swing Low, Sweet Chariot / My Heart Sings / There's No Tomorrow (O Sole Mio) / It Was A Very Good Year | 5:05  |
| 10. | You Made Me Love You / It Had To Be You / Nevertheless | 5:19  |
| 11. | Welcome To My World | 2:30  |
| 12. | If You Knew Susie (Like I Know Susie) | 1:26  |
| 13. | Volare (Nel Blu Di Pinto Di Blu) / On An Evening In Roma (Sott'er Celo De Roma)                                                                                           | 2:27  |
| 14. | Monologue | 9:06  |
| 15. | Celebrity Introduction | 7:30  |
| 16. | Mr. Wonderful | 2:58  |
| 17. | Closing Theme (Everybody Loves Somebody) | 0:35  |